# STS-125
STS-125 foi a quinta e última missão de serviço ao Telescópio Espacial Hubble (HST) realizada pelo ônibus espacial Atlantis. O lançamento ocorreu no dia 11 de maio de 2009.
A STS-125 adicionou novos instrumentos ao observatório orbital e substituiu os giroscópios e as baterias que permitirão que o telescópio funcione até pelo menos 2014. A tripulação também instalou um dispositivo de acoplagem que permitirá ao final das operações do Hubble, que o mesmo seja guiado, com auxilio de um satélite propulsor, para uma desintegração em segurança, na atmosfera, e que os detritos caiam no mar.
Foi o 30º voo do Atlantis, e a última missão "solo" de um ônibus espacial, já que todas as futuras missões estão planejadas com destino à Estação Espacial Internacional. E também a primeira vez desde a destruição do Columbia em 2003 que um ônibus espacial não acoplou à Estação Espacial Internacional.

## Tripulação
| Função                   | Membro da Tripulação |
| ------------------------ | -------------------- |
| Comandante               | Scott Altman         |
| Piloto                   | Gregory Carl Johnson |
| Especialista de missão 1 | Michael Good         |
| Especialista de missão 2 | Megan McArthur       |
| Especialista de missão 3 | John Grunsfeld       |
| Especialista de missão 4 | Michael Massimino    |
| Especialista de missão 5 | Andrew Feustel       |

## Objetivos
A STS-125 foi a sexta e última missão de um orbitador que teve como objetivo o Telescópio Espacial Hubble (HST). A primeira foi realizada pelo Discovery, na missão STS-31 em abril de 1990, que satelizou o Hubble, seguiram-se mais quatro missões de manutenção, a STS-61, em dezembro de 1993, a STS-82 em fevereiro de 1997, a STS-103, em dezembro de 1999 e a STS-109 em março de 2002 e a STS-125 a quinta e a última.
A tripulação do Atlantis instalou dois novos equipamentos no HST, a COS (Espectrógrafo de Origens Côsmicas) e a WFC 3 (Câmara de Campo Amplo 3). Foi substituído as baterias, os giroscópios, um circuito elétrico do Espectrógrafo do Hubble, um conjunto de protetores térmicos e o sistema de Unidade de Controle de Instrumentos e de Transmissão de Dados. A tripulação consertou a ACS (Câmera Avançada de Varredura) e por fim, instalou um novo dispositivo de acoplagem, na parte inferior do HST, que permitirá ao final das operações que o mesmo seja guiado para uma desintegração em segurança.

## Pré-lançamento
O lançamento estava planejado para dia 28 de agosto de 2008, foi atrasado inicialmente devido a Tempestade tropical Fay. Contudo a demora na entrega do tanque de combustível forçou um novo adiamento para 8 de outubro, sendo novamente postergado para não antes que 14 de outubro do mesmo ano, devido aos estragos provocados pelo Furação Hanna no Centro Espacial John F. Kennedy.
Contudo em 29 de setembro de 2008, a NASA informou que ocorreu um sério problema na Unidade de Controle de Instrumentos e de Transmissão de Dados do Hubble. Obrigando a agência espacial a rever os procedimentos na missão enquanto retornava o contato com o telescópio espacial. O ônibus espacial  voltou ao "Vehicle Assembly Building" (VAB). A indefinição sobre a gravidade do problema do HST forçou o adiamento do início do voo do  Atlantis e deu espaço para o lançamento da missão STS-126 em direção à ISS.
Em 31 de março de 2009 o Atlantis foi novamente posicionado na plataforma de lançamento 39-A. A NASA agendou o data do lançamento para 12 de maio, que foi antecipada para o dia 11, para que caso ocorresse novos adiamentos haveria uma janela maior para novas tentativas de lançamento.

## Dia a dia
11 de Maio - Segunda-feira

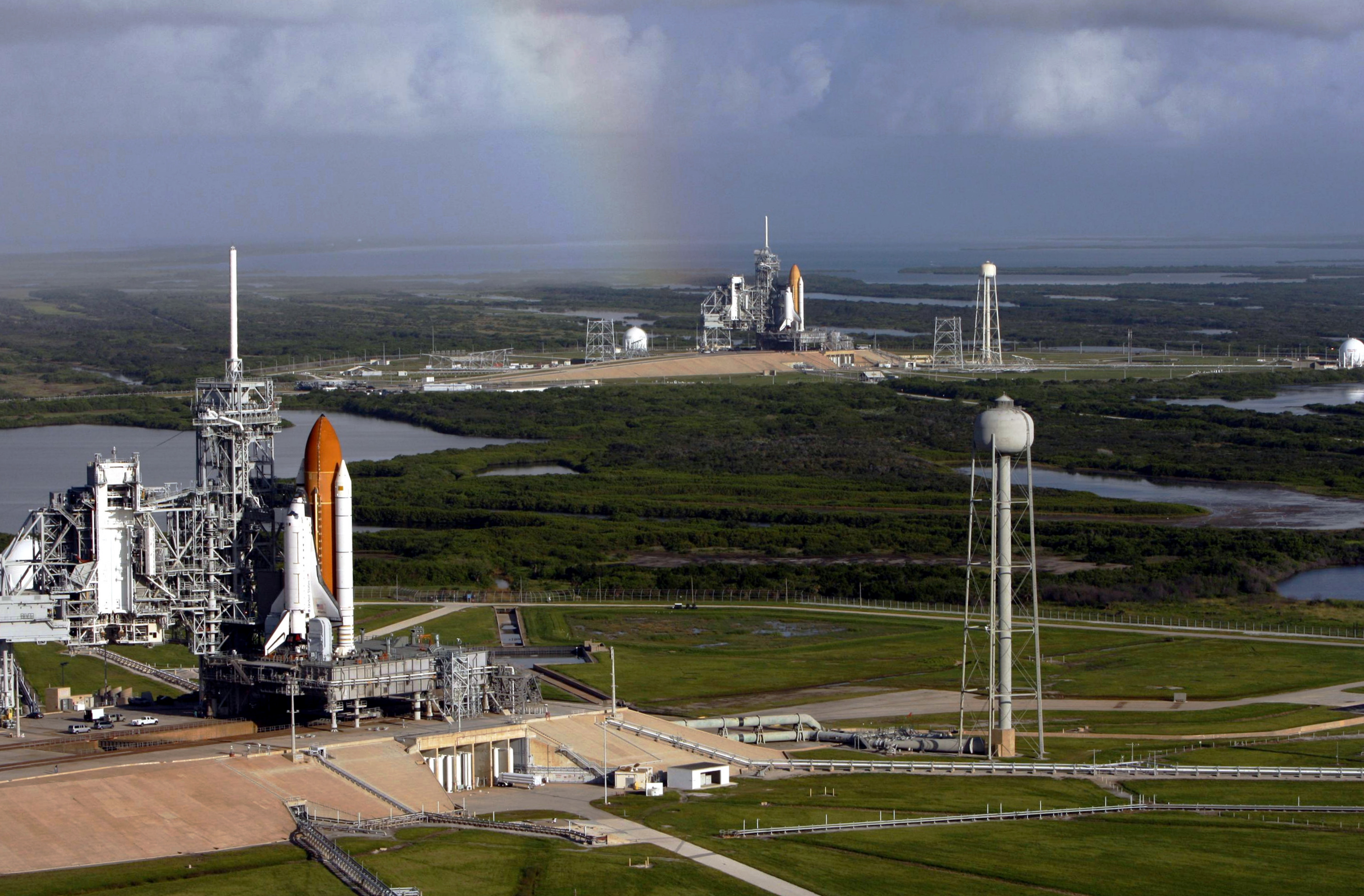
Atlantis e o Endeavour nas plataformas LC-39A e LC-39B durante a primeira tentativa de lançamento em 2008

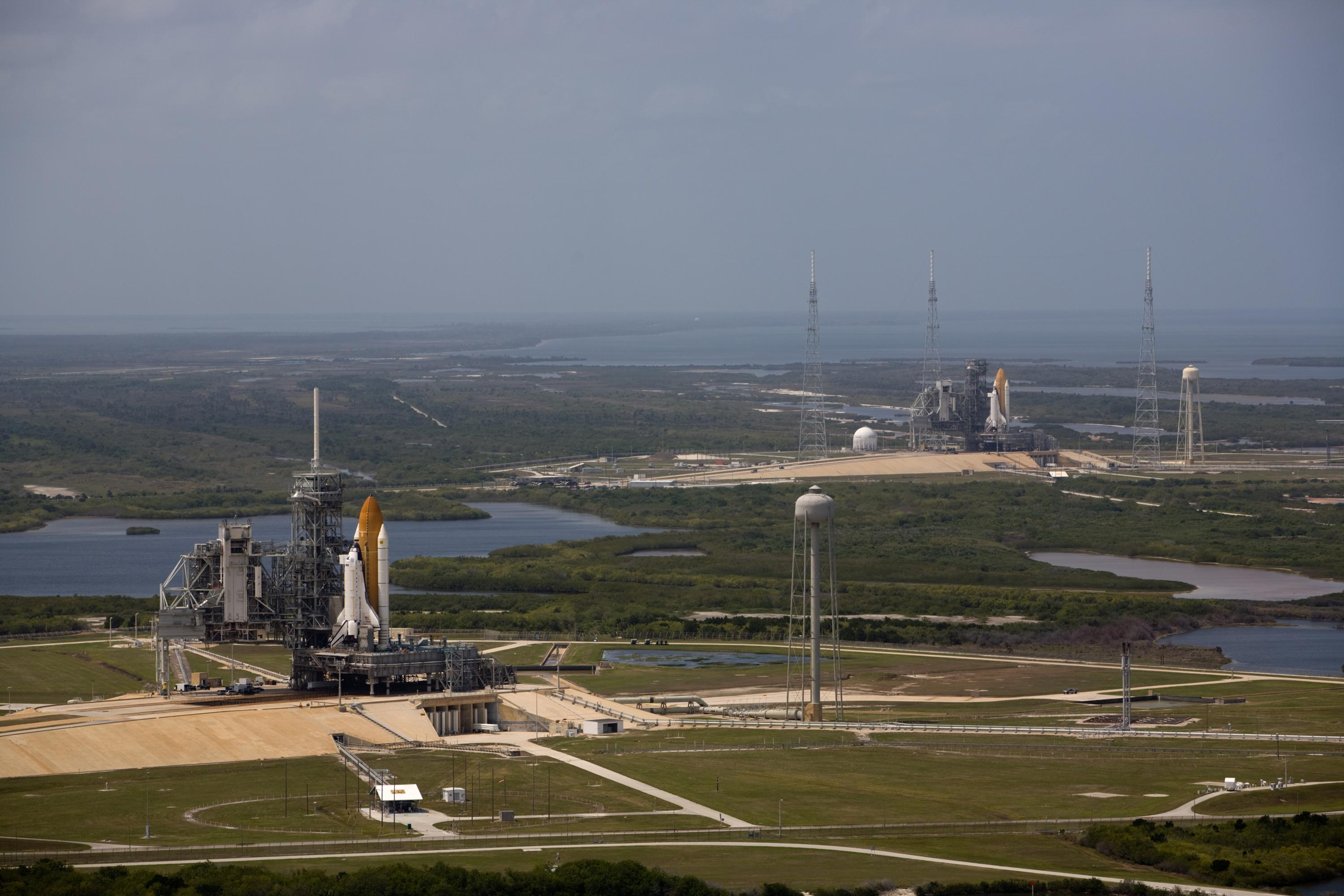
Atlantis e o Endeavour nas plataformas de lançamento em 2009. Já são visíveis as alterações na Plataforma 39-B, preparatórias para o lançamento da nova geração de naves espaciais o Programa Constellation

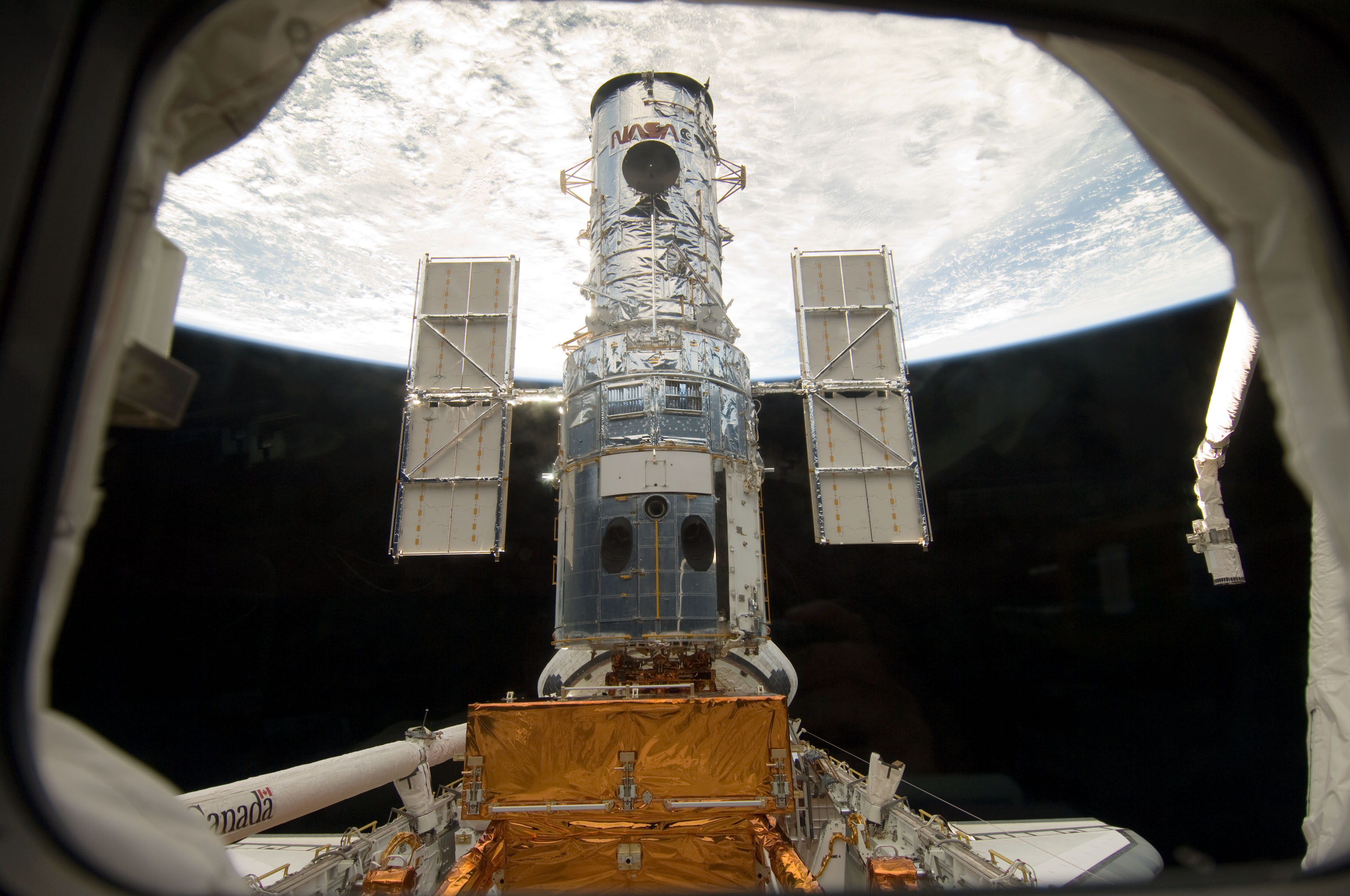
O Hubble no compartimento de carga do Atlantis

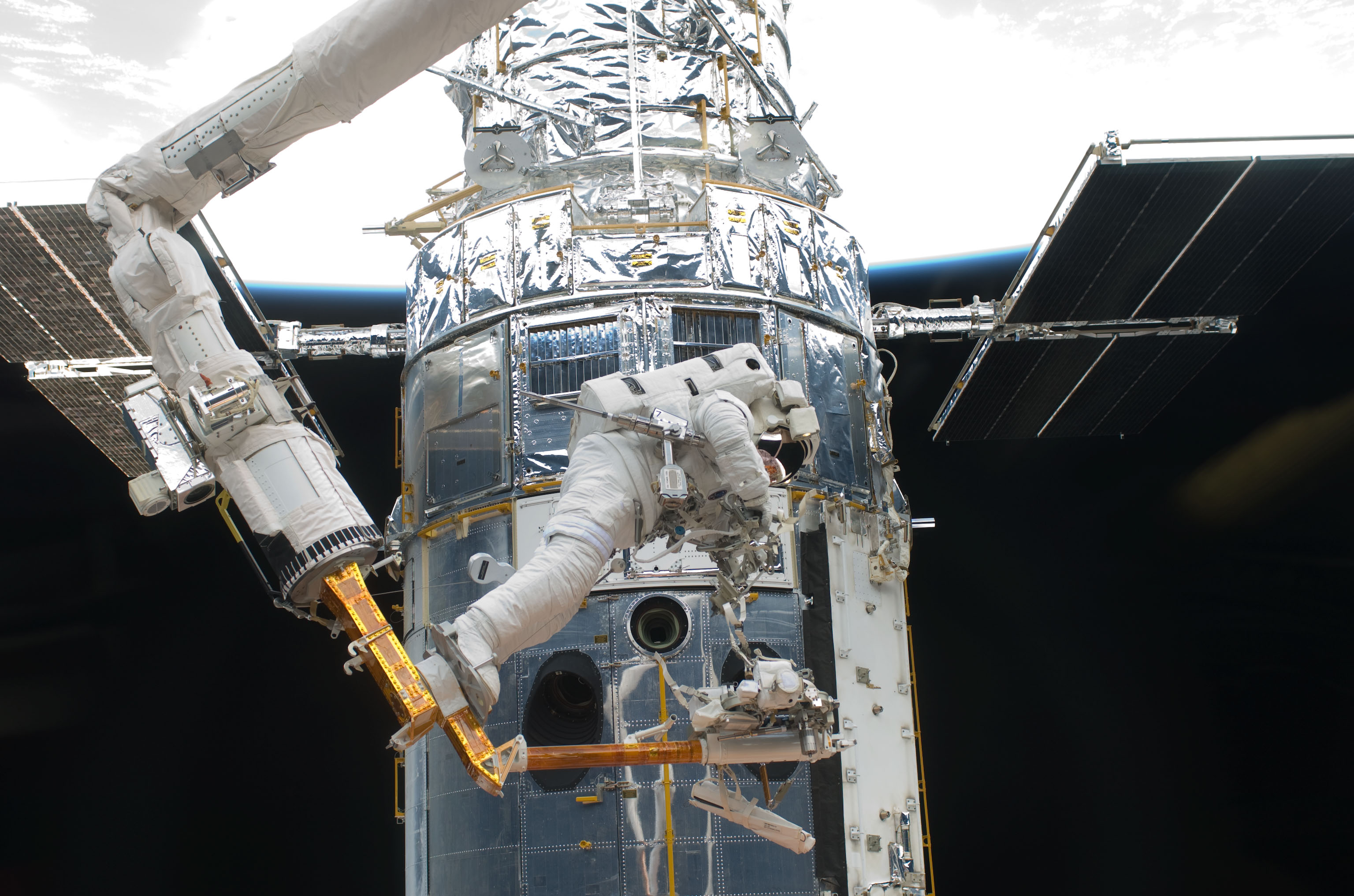
O astronauta Andrew Feustel durante a primeira EVA

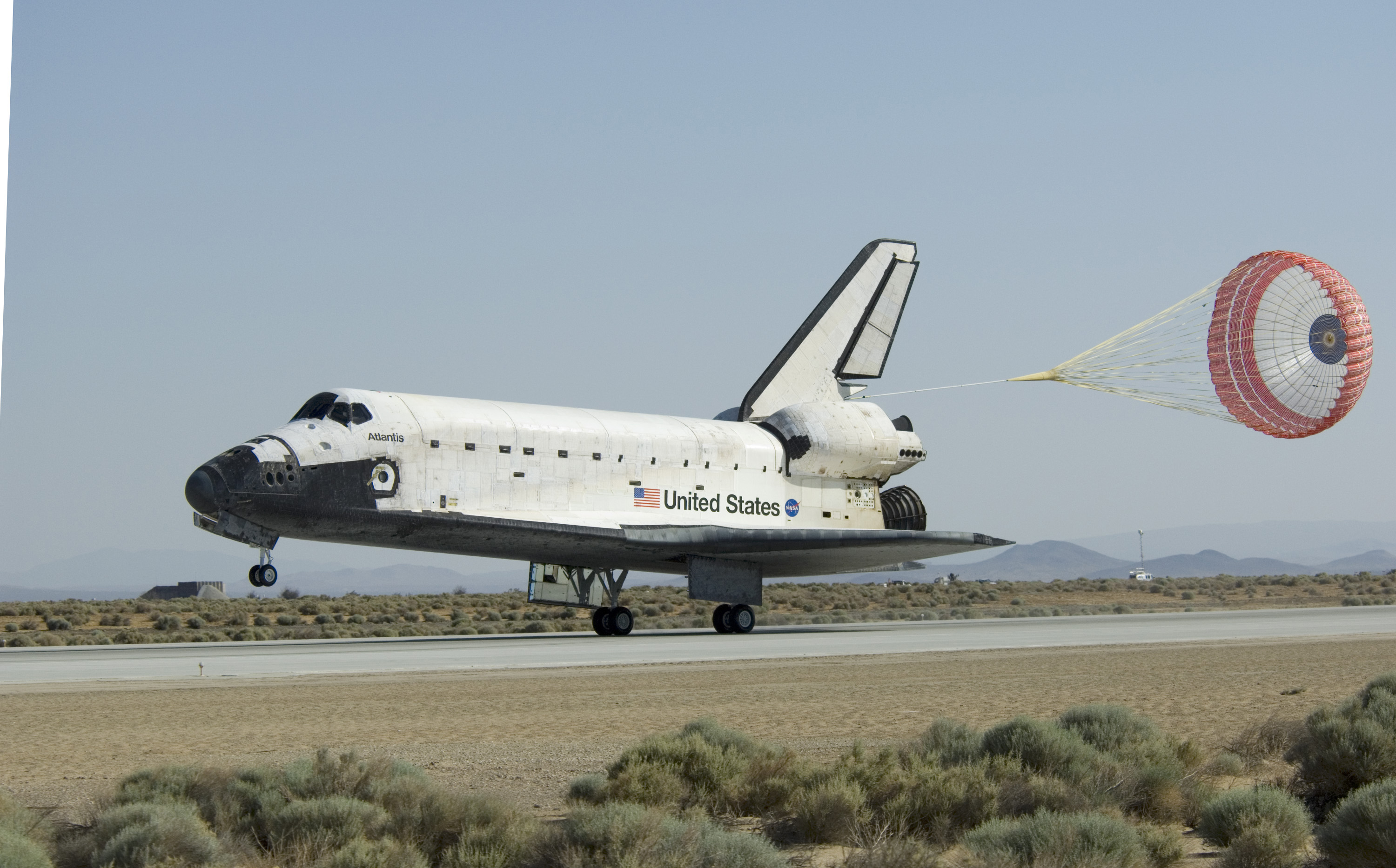
O Atlantis pousa na Base de Edwards

O ônibus espacial Atlantis decolou com sucesso em direção ao Telescópio Espacial Hubble (HST). Após entrar em órbita os astronautas abriram as portas do compartimento de carga, acionaram a antena da Banda Ku e testaram o braço robótico da nave
12 de Maio - Terça-feira
A tripulação do Atlantis realizou, utilizando o braço robô, a checagem no escudo térmico da espaçonave, bem como deram continuidade aos preparativos para o encontro com o Hubble, previsto para quarta. A Nasa informou que uma área localizada no lado estibordo da blindagem térmica da nave espacial, sofreu pequenas avarias provocadas por estilhaços de material isolante do tanque de combustível durante o lançamento. Contudo os danos são pequenos e a princípio não irão comprometer a continuidade do voo.
13 de Maio - Quarta-feira
Dando continuidade aos preparativos para a missão de manutenção, o centro de controle da missão  fechou a portinhola protegendo desta forma o espelho do Hubble e recolher as antenas. A tripulação do Atlantis, usando o braço robô da nave, capturou o telescópio às 17h14 UTC. Foi feito uma inspeção, com auxilio das câmeras presentes no braço robótico, com o objetivo de avaliar as condições do HST. Os astronautas Grunsfield e Feustel iniciaram os procedimentos para primeira caminhada espacial.
14 de Maio - Quinta-feira
Foi realizada a primeira Caminhada Espacial EVA da missão STS-125. Os astronautas  Grunsfield e Feustel removeram a antiga WFPC 2 (Câmara Planetária de Campo Amplo 2) e instalaram a nova WFC 3, contudo houve problemas ao retirar um parafuso "teimoso". Mas, após o uso de várias ferramentas os astronautas tiveram êxito no trabalho. Foi substituída a Unidade de Controle de Instrumentos e de Transmissão de Dados. A pane na antiga unidade foi o que  provocou o cancelamento da missão  no final do ano passado. Finalmente, foi  instalado um novo dispositivo de acoplagem, este localizado na parte inferior do HST, servirá de engate para um satélite-propulsor que ao final da vida útil do Hubble, o mesmo seja guiado para uma desintegração na atmosfera e que os detritos caiam no Oceano Pacífico.
15 de Maio - Sexta-feira
A segunda caminha espacial foi realizada pelos astronautas Massimino e Gold. Os astronautas substituíram o primeiro conjunto de três baterias e cinco dos seis giroscópios do Hubble. Houve problema na substituição do sexto e desta forma os engenheiros da Nasa optaram pela manutenção do antigo modelo. A caminhada durou 7 horas e 56 minutos, tornando-se a oitava mais longa da história.
16 de Maio - Sábado
Os astronautas Grunsfield e Feustel na terceira caminhada espacial removeram o antigo COSTAR, instalado pela missão STS-61, em dezembro de 1993, substituindo pelo COS (Espectrógrafo de Origens Côsmicas). Os astronautas consertaram também a ACS (Câmera Avançada de Varredura).
17 de Maio - Domingo
A quarta caminhada espacial teve início às 13h16 UTC e se estendeu até 21h47 UTC. O objetivo dos astronautas Massimino e Gold era substituir um circuito elétrico do Espectrógrafo de Imagens Telescópicas Espaciais (STIS), que estava sem funcionar desde 2004. A princípio, a NASA não  havia planejado que este STIS seria reparado em órbita, desta forma fechou o instrumento com 111 parafusos. Contudo, problemas na retirada de um parafuso de um corrimão do STIS atrasou o andamento da caminhada. Massimino finalmente consegui realizar a tarefa manualmente e terminou o reparo. Contudo a demora fez com que a caminhada durasse 8 horas e 2 minutos, a sexta mais longa do programa espacial norte-americano. O atraso impediu que os astronautas substituíssem um conjunto de protetores térmicos, que estava prevista para esta EVA.
18 de Maio - Segunda-feira
A quinta e última caminhada espacial desta missão foi concluída às 19h22 UTC. Os astronautas Grunsfeld e Feustel concluíram a substituição das novas baterias, de um novo sensor de sintonia fina (que permite que o Hubble aponte com precisão os objetos celestes) e removidos  antiga proteção térmica e substituição por uma nova. Foi também substituída a capa de proteção da antena do HST. Foi a vigésima terceira EVA dedicado ao Hubble e a última de um ônibus espacial dedicado a este telescópio.
19 de Maio - Terça-feira
Finalizado as atividades de modernização do Hubble, a tripulação do Atlantis utilizando o braço robótico da nave soltou o HST às 12h57 UTC e iniciou o processo de retorno à Terra. A Nasa espera que Hubble possa operar até pelo menos 2014, quando já estará em atividade o Telescópio Espacial James Webb.
20 de Maio - Quarta-feira
Concluída as atividades da missão a tripulação do Atlantis tirou um dia de folga. Foi realizado uma conferência com a impressa e os astronautas da Atlantis conversaram com a tripulação da expedição 19 da ISS.
21 de Maio - Quinta-feira
São finalizados os preparativos para o retorno do Atlantis, prevista para próxima sexta-feira no KSC.
22 de Maio - Sexta-feira
O pouso do Atlantis é adiado para sábado devido as condições climática desfavoráveis no KSC.
23 de Maio - Sábado
A aterrissagem do Atlantis é novamente adiada em um dia, devido ao mau tempo em Cabo Canaveral. A NASA agora planeja realizar o pouso no próximo domingo.
24 de Maio - Domingo
Após mais um adiamento da aterrissagem no KSC, o Atlantis pousou na pista 22 da Base de Edwards, na Califórnia às 15h48 UTC. A NASA havia postergado durante dois dias o pouso da nave com o objetivo de evitar o translado do vaivém da costa oeste até a costa leste dos EUA e economizar cerca de 2 milhões de dólares. Contudo com o clima desfavorável no Kennedy Space Center, a agência norte-americano não teve outro recurso e autorizou o pouso.

## Caminhadas espaciais
| EVA # | Astronautas | Início (UTC)     | Fim (UTC)        | Duração             |
| ----- | --- | ---------------- | ---------------- | ------------------- |
| EVA 1 | John Grunsfeld Andrew Feustel | 14 de maio 12:52 | 14 de maio 20:12 | 7 horas, 20 minutos |
| EVA 1 | Instalação da WFC 3 (Câmara de Campo Amplo 3), de uma nova Unidade de Controle de Instrumentos e de Transmissão de Dados e de um dispositivo de acoplagem, na parte inferior do HST         |                  |                  |                     |
| EVA 2 | Michael Massimino Michael Good | 15 de maio 12:49 | 15 de maio 20:45 | 7 horas, 56 minutos |
| EVA 2 | Instalação das novas baterias e dos giroscópios |                  |                  |                     |
| EVA 3 | Grunsfeld Feustel | 16 de maio 13:35 | 16 de maio 20:11 | 6 horas, 36 minutos |
| EVA 3 | Instalação da COS (Espectrógrafo de Origens Côsmicas) e reparos na ACS (Câmera Avancada de Varredura)                                                                                       |                  |                  |                     |
| EVA 4 | Massimino Good | 17 de maio 13:45 | 17 de maio 21:47 | 8 horas, 2 minutos  |
| EVA 4 | Substituição de um circuito elétrico do Espectrógrafo do Hubble |                  |                  |                     |
| EVA 5 | Grunsfeld Feustel | 18 de maio 12:20 | 18 de maio 19:22 | 7 horas, 2 minutos  |
| EVA 5 | Finalização da instalação das novas baterias, do novo sensor de sintonia fina, remoção da antiga proteção térmica e substituição por uma nova e troca da capa de proteção da antena do HST. |                  |                  |                     |

## Hora de acordar
No que se tornou uma tradição nas missões espaciais, é tocada uma música no começo de cada dia, escolhida especialmente por terem uma ligação com algum tripulante ou mesmo com a situação de momento
- Dia 2: "Kryptonite" do 3 Doors Down, tocada para Greg Johnson WAV MP3 TRANSCRIPT
- Dia 3: "Upside down" do Jack Johnson, tocada para Megan McArthur WAV MP3 TRANSCRIPT
- Dia 4: "Stickshifts and Safetybelts" do Cake, tocada para Andrew Feustel WAV MP3 TRANSCRIPT
- Dia 5: "God of Wonders" do Third Day, tocada para Michael Good WAV MP3 TRANSCRIPT
- Dia 6: "Hotel Cepollina" (parodia de Hotel California em homenagem a Frank Cepollina) do Fuzzbox Piranha, tocada para John Grunsfeld WAV MP3 TRANSCRIPT
- Dia 7: "New York State of Mind" do Billy Joel, tocada para Michael Massimino WAV MP3TRANSCRIPT
- Dia 8: "Sound of Your Voice" do Barenaked Ladies, tocada para Scott Altman WAV MP3 TRANSCRIPT
- Dia 9: "Lie in Our Graves" do Dave Matthews Band, tocada para McArthur WAV MP3 TRANSCRIPT
- Dia 10: "Theme from Star Trek" do Alexander Courage, tocada para toda tripulação WAV MP3 TRANSCRIPT
- Dia 11: "Cantina Band" do John Williams, tocada para toda tripulação WAV MP3 TRANSCRIPT
- Dia 12: "Galaxy Song" do filme Monty Python's The Meaning of Life, tocada para toda tripulação WAV MP3 TRANSCRIPT
- Dia 13: "Where My Heart Will Take Me" (tema de Star Trek: Enterprise) do Russell Watson, tocada para toda tripulação WAV MP3 TRANSCRIPT
- Dia 14: "Cavalgada das Valquírias" de Richard Wagner, tocada para toda tripulação. WAV MP3 TRANSCRIPT